# Ben Hogan
Pour les articles homonymes, voir Hogan.
William Ben Hogan (né le 13 août 1912 – mort le 25 juillet 1997) était un joueur de golf professionnel américain et fut l’un des plus grands joueurs de l’histoire du golf.
Né quasiment à la même époque que deux autres golfeurs considérés comme des grands du XXe siècle, Sam Snead et Byron Nelson, Hogan est également reconnu pour l’influence marquée qu’il eut sur la théorie du swing de golf et la finesse de sa frappe qui fit sa renommée auprès des joueurs et des aficionados du golf.

## Jeunesse et caractère
Né à Stephenville, Texas, il grandit à 16 kilomètres de là à Dublin, Texas, où il commença à travailler comme cadet à l’âge de onze ans et comme golfeur professionnel en 1931.  Selon les récits de l’époque Hogan était le meilleur golfeur de son temps et est toujours considéré comme un des plus grands joueurs de tous les temps.
Le « faucon » faisait preuve d’une farouche détermination et d’une volonté de fer qui, combinée à son incontestable technique, formait une aura capable à elle seule d’intimider ses adversaires jusqu’à la soumission.  La légende de Hogan rapporte également qu’il était connu comme le « petit homme de glace ». Cette expression semble avoir été forgée lors de sa fameuse victoire lors du British Open à Carnoustie en 1953 et fait référence à son attitude inflexible et, à cette époque, apparemment toute de sang-froid, qui était elle-même le résultat d’un swing de golf qui était conçu pour s’améliorer plutôt que se dégrader quand il jouait sous la pression.  En compétition, Hogan était avare de ses mots et peu d’adversaires étaient capables garder leur contenance face à son rayonnement glacé.

## La «saison Hogan»
Sa victoire à Carnoustie fut le point d’orgue d’une saison 1953 hors du commun, au cours de laquelle il remporta cinq des six tournois qu’il disputa ainsi que les trois premiers tournois majeurs de l’année (une prouesse qui est toujours appelée le « Chelem de Hogan »).  En outre, cette année-là il fut privé de toute chance de remporter le Grand Chelem parce que les dates auxquelles se jouaient le British Open et le PGA Championship étaient tellement proches qu’il ne lui était pas possible, compte tenu de l’état des transports internationaux à l’époque, de rentrer à temps aux États-Unis pour disputer le quatrième majeur de l’année.
On notera du reste que Hogan refusa souvent de jouer le PGA Championship, faisant l’impasse de plus en plus souvent au fur et à mesure de sa carrière.
Ses neuf victoires en Grand Chelem le placent au quatrième rang (à égalité avec Gary Player) des meilleurs golfeurs de tous les temps. Il n’est précédé dans ce classement que par Jack Nicklaus (18), Tiger Woods (15 – série toujours en cours) et Walter Hagen (11).

## Accident grave
Entre 1938 et 1959, Ben Hogan remporta 63 tournois professionnels nonobstant le fait que sa carrière fut interrompue dans sa jeunesse par la Seconde Guerre mondiale et un accident de voiture qui faillit lui être fatal. La Cadillac de Hogan et son épouse, Valerie, subit une collision frontale avec un autobus au cours de l’hiver 1949.
Cet accident laissa Hogan avec une double fracture du pelvis, une fracture de la clavicule, une autre de la cheville gauche, une côte froissée et un caillot sanguin qui faillit lui être fatal. Il allait en garder toute sa vie des séquelles telles que des problèmes de circulation sanguine et d’autres handicaps physiques. Ses médecins craignaient qu’il ne puisse plus jamais marcher sans même oser évoquer le fait de jouer au golf en compétition.

## Le swing de Hogan
Hogan est souvent considéré comme le meilleur frappeur de balle ayant jamais pratiqué le golf. Malgré son exceptionnel palmarès en tournois, c’est sans doute cet aspect qui lui vaut l’aura dont il jouit encore aujourd’hui.
Hogan était connu pour s’entraîner davantage que n’importe lequel de ses adversaires et on dit qu’il « inventa l’entraînement ». Il fut également un des premiers joueurs à faire coïncider certains clubs (cannes) avec des distances ou des points de repère sur le parcours, tels que des bunkers ou des arbres, en vue d’améliorer son contrôle de la distance.
Il était d’avis que le swing de chaque individu se trouvait « dans la gangue » et que le maîtriser requiert beaucoup d’entraînement et de répétition.  Il est ainsi connu pour s’être penché durant des années sur le swing de golf, essayant de nombreuses théories et méthodes avant d’arriver à un produit fini qui lui apporta ses plus grands succès.
Jeune, il était sujet à jouer sa balle en hook prononcé.  Bien que de petite taille (1,68 m) et ne pesant que 64 kg, au début de sa carrière il était capable de prendre des départs longs et s’aligna même dans des compétitions du plus long drive.
On a souvent dit qu’avant son accident, Hogan utilisait en tournoi une prise (grip) forte (qui implique que les mains se saisissent le manche de la canne plus à droite qu’il n’est habituel), alors qu’il s’exerçait souvent en utilisant une prise faible (qui implique que le dos son poignet gauche faisait face à l’objectif), et que cela a eu un effet négatif sur ses performances ou, du moins, la fiabilité de son swing, jusqu’à ce moment (source: John Jacobs dans son livre « Les Cinquante plus Grandes Leçons de Golf du Siècle »).
Jacobs affirme tenir cette information de Byron Nelson et dit  en outre que Hogan développa et utilisa la prise forte alors qu’il n’était encore qu’un jeune en vue d’arriver à frapper la balle aussi loin que ses adversaires plus grands et plus forts.  Ce grip fort était la raison pour laquelle on pouvait à l’occasion voir Hogan frapper d’étranges hooks très prononcés qui se soldaient par un désastre.  Nelson et Hogan grandirent tous deux à Fort Worth et on sait qu’ils ont joué l’un contre l’autre alors qu’ils étaient encore adolescents.
Le swing développé plus tard par Hogan produisait le fameux « fade de Hogan », plus bas que normale pour un grand joueur et dont la trajectoire partait de gauche pour aller à droite. Cette trajectoire de balle était le résultat de la combinaison d’un swing destiné à produire un « draw » avec une prise faible, qui était quant à elle destinée à éviter à tout prix la création d'un coup en hook. Ce procédé améliora grandement la précision des frappes de Hogan au détriment de leur longueur. Il semble certain qu’au cours de sa période de gloire, Ben Hogan était à ranger parmi les professionnels dont la longueur de balle était courte à moyenne.

## Le secret de Hogan
On pense qu’il a développé un « secret » qui rendit son swing quasi automatique.  Son secret, un mouvement particulier des poignets, connu sous le nom de « cupping under », fut révélé en 1955 dans un article du magazine Life, encore que beaucoup pensent que Hogan n’en dévoila qu’une partie.  Depuis lors, on a prétendu dans le magazine Golf Digest que le second élément du secret de Hogan aurait été la façon dont il se servait de son genou droit pour mettre en branle son swing et, en outre, que ce mouvement était indispensable pour la mise en place correcte du mouvement des poignets.

## Les«Cinq Principes Fondamentaux»et le manuel de golf
Hogan pensait que la capacité d’avoir un swing de golf solide et reproductible ne nécessitait la maîtrise que d’un nombre réduit d’éléments essentiels qui, réalisés correctement et en séquence, constituaient l’essence du swing.  Son ouvrage, Cinq Leçons : les Principes Fondamentaux du Golf est peut-être le manuel d’instruction de golf le plus lu jamais écrit, bien que le "Petit Livre Rouge" de Harvey Penick pourrait aussi revendiquer ce titre, et les principes qu’il contient sont souvent simplement répétés sans plus par les modernes « gourous du swing ».
Le livre de Ben Hogan « Le Cinq Leçons de Golf » fut initialement édité comme une série d’articles en cinq parties commençant avec l’édition de mars 1957 du magazine Sports Illustrated et fut publié sous forme de livre plus tard au cours de la même année. Il en est maintenant à sa soixante-quatrième édition et, aujourd’hui encore, il maintient une place proche du sommet des ventes chez Amazon.com.  Le coauteur du livre était Herbert Warren Wind et l’illustrateur était l’artiste Anthony Ravielli.

## Technique de frappe de balle
Ben Hogan est largement reconnu comme ayant eu la meilleure frappe de balle qu’on ait jamais vue.  Son seul rival pour ce titre est le remarquable professionnel canadien Moe Norman dont le mouvement était marqué par un total manque d’orthodoxie en comparaison au swing de Hogan tout en étant redoutablement efficace.
La frappe de Hogan a été décrite comme quasiment miraculeuse par des observateurs aussi experts que Jack Nicklaus, qui ne le vit jouer que plusieurs années après ses meilleures années, mais qui a pu répondre à la question « Tiger Woods est-il le meilleur frappeur que vous ayez jamais vu ? » en déclarant : « Non, non – Ben Hogan sans aucun doute ». (Golf Digest, avril 2004).
Un autre témoignage du statut obtenu par Hogan (et Norman) auprès des meilleurs golfeurs est fourni par Tiger Woods qui a récemment déclaré qu’il souhaitait « maîtriser son swing » de la même façon que Moe Norman et Ben Hogan. Woods n’hésita pas à clamer que ces joueurs étaient les seuls à avoir jamais « maîtrisé leurs swing » en ce sens qu’ils en avaient un contrôle total et, par conséquent, qu’ils contrôlaient également le vol de la balle (Golf Digest, janvier 2005).
Bien que sa frappe était peut-être la meilleure de tous les temps, Hogan est aussi connu pour avoir été un très mauvais au putting selon les normes professionnelles, en particulier sur des greens lents. Bien qu’il ait souffert des « yips » à la fin de sa carrière, Hogan était reconnu à certains moments de sa carrière comme un putter efficace à distance moyenne à courte sur des surfaces rapides du style US Open.

## Carrière et palmarès

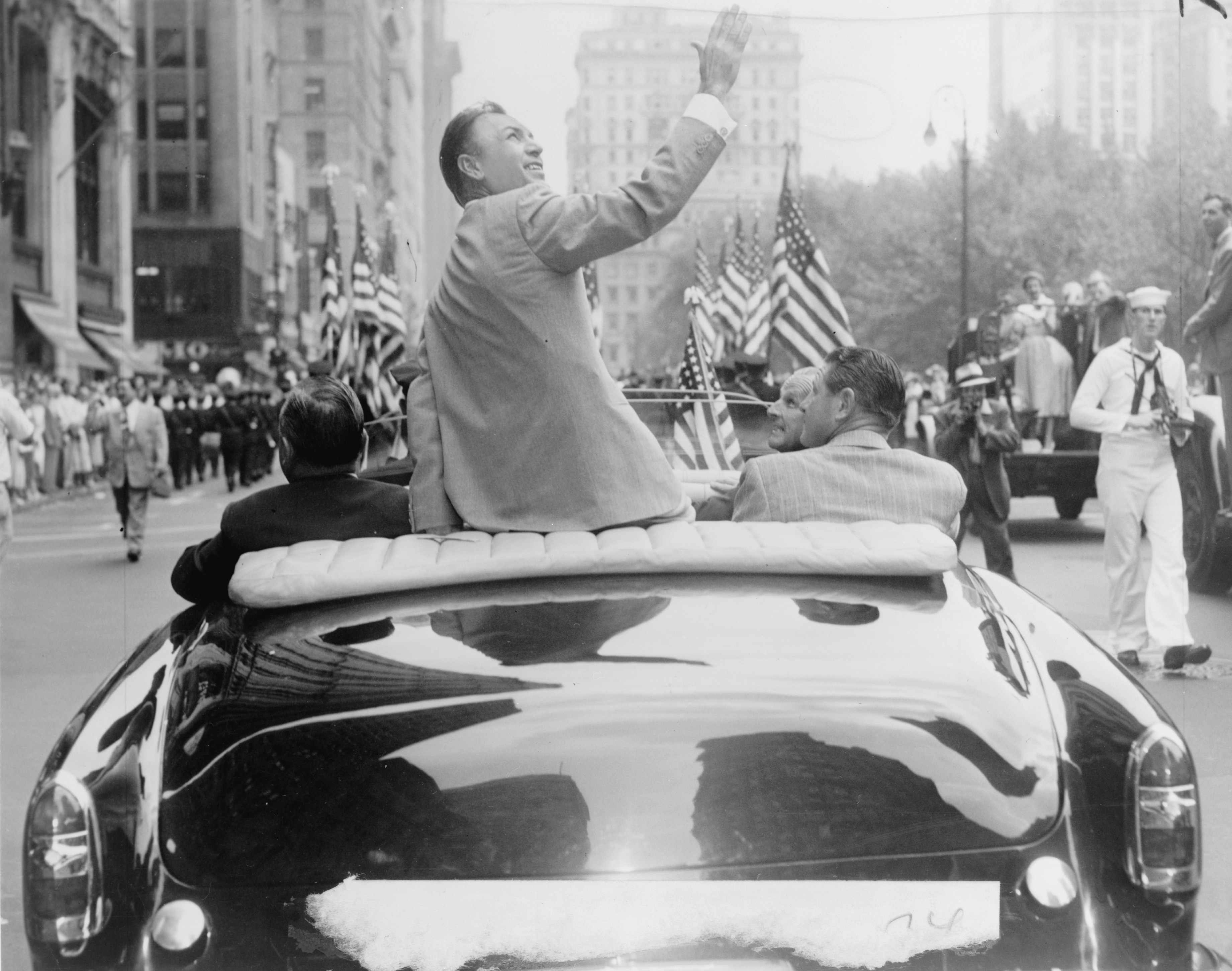
Hogan triomphant dans une parade domicilaire à New York, en 1953.

Pour la seule année 1948, Hogan a remporté dix tournois, y compris le U.S. Open à Riviera Country Club, un parcours appelé par la suite le « sentier de Hogan » en raison de son succès. Le Colonial Country Club à Fort Worth, un parcours de championnat moderne, porte le même surnom et pourrait le mériter plus. Le « sentier de Hogan » désigne également le complexe d’entraînement du FBI et, dans ce cas, l’appellation remonte à la fin du XIXe siècle en raison d’une bande dessinée. Ce n’est que plus tard que le nom fut attribué à des parcours sur lesquels Hogan excellait. Le sixième trou à Carnoustie, un par cinq au départ duquel Hogan choisit une ligne de jeu réputée pour sa difficulté à chacun des tours du British Open de 1953 a également été récemment surnommé le sentier de Hogan.
Avant son accident de 1949, Hogan n’était jamais réellement arrivé à conquérir le cœur des foules bien qu’il soit un des meilleurs golfeurs de son temps.  Peut-être était-ce imputable à sa personnalité froide et réservée. Mais lorsqu’il ébranla et étonna le monde du golf en participant à un tournoi seulement onze mois après son accident et qu’il prit une surprenante deuxième place au Los Angeles Open de 1950 après avoir perdu en play-off face à Sam Snead, il fut acclamé par des supporters en extase.  « Ses jambes n’étaient simplement pas assez fortes pour porter encore son cœur », écrivit le  fameux journaliste sportif Grantland Rice au sujet de sa courte défaite. Il devait prouver à ses critiques ainsi qu’à lui-même qu’il pouvait toujours vaincre en complétant cinq mois plus tard son retour en remportant son second U.S. Open au terme d’un play-off joué en dix-huit trous face à Lloyd Mangrum et George Fazio au Merion Golf Club.  Hogan continua pour réaliser ce qui reste peut-être un des plus grands exploits sportifs, à savoir remporter sur une seule jambe valide douze nouveaux titres, dont six majeurs avant de prendre sa retraite. Ben Hogan eu même droit à une ticker-tape parade à New York à son retour de Carnoustie en 1953, la seule fois où il joua (et gagna), le British Open.
Il fut membre de deux équipes américaines de la Ryder Cup, en 1947 et 1951, et fut capitaine de l’équipe trois fois, en 1947, 1949 ainsi qu'en 1967 où il fit entendre qu’il avait amené les « douze meilleurs golfeurs du monde » à jouer en compétition. La même expression devait être utilisée par le Capitaine américain Raymond Floyd à l’occasion de la Ryder Cup 1989, encore que cette fois l’équipe américaine fut vaincue par l’équipe européenne sur le parcours du Belfry.
Hogan remporta le Trophée Vardon qui récompense le meilleur score moyen sur une saison trois fois: 1940, 1941 et 1948.  En 1959, il remporta la Hickok Belt qui récompense le meilleur athlète professionnel de l’année aux États-Unis.
Par la suite, il devait fonder une manufacture de cannes de golf (aujourd’hui sous le contrôle de Callaway Golf Company) et ses clubs, du moins ceux qui portent son nom, sont toujours utilisés de nos jours.  Contrairement aux grands joueurs des années 1960 et 70, Ben Hogan ne joua jamais dans le Senior Golf Tour, circuit qui ne fut créé qu’au moment il avait largement dépassé l’âge de soixante ans.
Il fut intronisé dans le World Golf Hall of Fame en 1974. En 1974, on lui attribua le Bob Jones Award, la plus haute distinction accordée par la United States Golf Association en reconnaissance de sa sportivité exemplaire. Il devait décéder à Fort Worth, dans l'État du Texas.

## Victoires sur le PGA Tour
Ben Hogan a remporté pas moins de 64 victoires sur le PGA Tour entre 1938 et 1959.  Les plus remarquables sont ses neuf victoires dans les tournois majeurs qui se décomposent comme suit :
- Masters : 1951 et 1953
- US Open : 1948, 1950, 1951 et 1953
- British Open : 1953
- PGA Championship : 1946 et 1948

## Anecdotes
- Ben Hogan n’a jamais réussi un trou-en-un (hole-in-one) en compétition. Sharon Ray, qui fut longtemps sa secrétaire, prétend que Hogan n’en fit pas davantage lorsqu’il jouait pour son plaisir. L’auteur Jim Dodson dit que Hogan cessa de viser le drapeau parce qu'à ses débuts, les mâts étaient fait en bois de hickory de telle sorte que lorsqu’il les touchait, la balle rebondissait en dehors du green. En outre, les mâts étaient alors considérablement plus épais à l’époque de Hogan ce qui les rendait moins susceptibles de laisser la balle tomber au fond du trou lorsqu’ils étaient en place.
- Alors qu’il avait neuf ans, son père Chester se suicida. Selon certains récits, Chester commit l’acte en présence de son fils, ce que certains (y compris son biographe James Dodson) ont considéré comme la raison du caractère introverti dont il devait faire preuve des années plus tard[1].
- Bien qu’il se raconte qu’il était né gaucher, Hogan écrivait de la main droite, et a clairement nié cette histoire dans une interview donnée en 1987.

## Publications
- Ben Hogan, Pour un golf puissant, Coll. Secrets du Golf, paris, Éditions Olivier Lesourd, 1956.